# José Zapata y Amat
José Zapata y Amat (Alicante, Espanha, 1818 - Paris, França, 1882) foi um tenor, pianista, violinista, compositor e empresário musical. Estudou com Arregui, Bordogni, Carlini e Manuel Garcia em Madri e Paris. Em 1848, muda-se para o Rio de Janeiro, provavelmente por razões políticas. Lecionou canto e composição e musicou versos de vários poetas como Gonçalves Dias, inclusive o Canção do Exílio, além de fundar a Imperial Academia de Música e Ópera Nacional. Publicou em 1851 o álbum Mélodies brésiliennes e em 1862 Les nuits brésiliennes.
Em 1865, Machado de Assis havia fundado uma sociedade artístico-literária chamada Arcádia Fluminense, onde tivera a oportunidade de promover saraus com leitura de suas poesias e estreitar contato com poetas e intelectuais da região e, com José Zapata y Amat, produziu o hino "Cantada da Arcádia" especialmente para esta sociedade.